# ظافر حسين ميرزا
ظافر حسين ميرزا (10 أكتوبر 1926 – 27 أغسطس 2015) قاضيً باكستاني ووالد وزير الداخلية السابق للسند ذو الفقار ميرزا. وجد حسنين ميرزا.
ولد ميرزا في 10 أكتوبر 1926 في تاندو ثورو في حيدر آباد. ترجع جذور عائلته إلى آسيا الوسطى، حيث هاجر جده الأكبر عام 1805 إلى حيدر آباد، تبناه مير كرم علي تالبور حاكم أسرة مير في حيدر آباد. كان والده نائب جامع سكهر خلال الراج البريطاني. ميرزا هو والد ذو الفقار ميرزا العضو السابق في الجمعية الوطنية الباكستانية ووزير الداخلية السابق في السند. وجد المحامي حسنين ميرزا. وعملت زوجة ابنته فهميدة ميرزا كرئيسة للجمعية الوطنية الباكستانية، وهي أول امرأة في العالم الإسلامي تشغل هذا المنصب.
عين ظافر محامياً عاماً في السند عام 1973. ثم كقاض في المحكمة العليا في السند وبلوشستان في الفترة من 1 أكتوبر 1975 إلى 4 أغسطس 1981. ثم شغل منصب قاضي المحكمة العليا في باكستان من 4 أغسطس 1981 إلى 9 أكتوبر 1991. كما شغل منصب رئيس لجنة الخدمة العامة الاتحادية لباكستان من 1991 إلى 1997.
توفي في مستشفى الدكتور ضياء الدين في كراتشي بسبب المرض في 27 أغسطس 2015.